# Latzurita
|  | No s'ha de confondre amb la latzulita ni amb l'atzurita. |

La latzurita és un mineral de la classe dels silicats. El seu nom deriva de la paraula àrab lazurd que significa "cel". Un sinònim usat és pigment blau ultramar o ultramarina. Després de ser considerada durant molt de temps com una varietat d'haüyna, l'any 2021 va ser redefinida i acceptada per l'Associació Mineralògica Internacional al demostrar-se portadora tant de sulfat (VI) com de trisulfur com a anions essencials.

## Característiques
Químicament és un aluminosilicat amb altres anions de sodi i calci, de color blau intens. La seva fórmula química és: Na₇Ca(Al₆Si₆O24)(SO₄)(S₃)·H₂O. La latzurita és el component de color blau que s'observa en la gemma decorativa denominada lapislàtzuli, la qual és una roca formada per tres minerals: latzurita, calcita i pirita. De vegades es pren erròniament el nom d'aquesta roca com a sinònim de latzurita.
Sovint ha estat confosa amb la latzulita o amb l'atzurita, dos minerals que no tenen res a veure i que només s'assemblen en el seu color blau. Es distingeix bé de la latzulita perquè aquesta té un llustre vitri molt marcat, i de l'atzurita perquè aquesta reacciona fortament amb els àcids.

## Formació i jaciments
Apareix en roques calcàries sotmeses a metamorfisme de contacte, normalment associada als minerals calcita, pirita, diòpsid i moscovita, així com afghanita. També pot trobar-se en granulites d'alta temperatura.
És un mineral car i conegut popularment per ser el blau de la gemma lapislàtzuli. El lapislàtzuli ha estat extret durant segles d'unes mines que encara segueixen en explotació a Afganistan, a la vall de Kokscha, d'on era exportat a orient proper i d'aquí a Europa des de fa més de mil anys. Es troba també a Ovalle (Xile), Birmània, Sibèria, Angola, Canadà i als Estats Units. A Europa es molia la latzurita fins a una pols fina, el pigment anomenat blau ultramar o blau marí, que era usat com a tint per acolorir de blau.
Avui dia aquest pigment es fabrica de forma artificial, per la qual cosa ha deixat d'explotar-se aquest mineral amb aquesta finalitat. Els cristalls ben formats i nets de latzurita pura són molt valorats pels col·leccionistes.